# Juan Álvarez de Luna
Juan Álvarez de Luna (España, c. 1529 - Villa Rica, 1598), militar español que participó en la conquista de México y del Perú entre 1550 y 1557.

## Biografía
Fue designado corregidor de La Serena en 1554 por el gobernador García Hurtado de Mendoza. Participó en las batallas de Lagunillas en 1557, Millarapue, Quiapo en 1558, así como en la conquista de Chiloé y la fundación de Osorno.
Llegó a la Capitanía General de Chile en 1558 con solo 20 soldados armados bien asalariados, para socorrer a las ciudades de Valdivia y la La Imperial por orden del gobernador Francisco de Villagra.
Fue elegido alcalde de Angol en 1560, instalándose junto a su familia en la Ciudad Rica solo unos años más tarde.
Fue herido en la Batalla de Catiray en 1569. Acudió en auxilio de la ciudad de Cañete y del Fuerte de Arauco, de cuyo despoblamiento se encargó.
En 1579 Rodrigo de Quiroga lo congratuló con el título y grado de Maestre General de Campo.
Nombrado Maestre de Campo General en 1581 por el gobernador Martín Ruiz de Gamboa.
Con su primera esposa María de Cruz, hija del capitán Gabriel de la Cruz, tuvo entre otros a su hijo Juan Álvarez de Luna y de la Cruz. Tras enviudar, contrajo segundas nupcias con la imperialina hispanocriolla María Cortés y Zapata, viuda de capitán Juan Lázaro de Placencia e hija de hija del capitán Leonardo Cortés y de doña María de León y Rueda, con la cual tuvo tres hijos, Ana, Beatriz y Francisco Álvarez de Luna. Él y sus hijos morirían en el 1598 en Villa Rica durante la defensa de la Cuadra Fuerte Colonial, destacando su hijo Francisco, entre sus pares, por su valentía y arrojo. Mientras que Doña María y su hija Doña Isabel de Placencia, estuvieron cautivas varios años.